# Munkegata (Trondheim)
Munkegata i Trondheim er den centrale akse og byens hovedgade i Cicignons byplan fra 1681. Den løber fra Nidarosdomen til havnen ved Ravnkloa, og har Munkholmen som forsvindingspunkt ude i fjorden. Gaden blev anlagt med en bredde på 60 alen, allé og et stort torv på midten. Munkegata er en af yderest få gader i Norge med præg af en avenue.

## Specielle bygninger med adresse Munkegata

### Øvre del
Det øvre del af Munkegata går fra Nidarosdomen til Torvet.
- Nr. 1 – Trondheims rådhus
- Nr. 2/4/6 – De tre træbygninger på vestsiden øverst mod domkirken er alle militære. Nr. 2 er det militære bakeriet. Nr. 4 er Ekserserhuset. Nr. 6 benævnes gerne "underofficersskolen".
- Nr. 3 – Møllergården
- Nr. 5 – Nordenfjeldske Kunstindustrimuseum. Her stod tidligere den toetages træbygningen Hegdahlsgården fra 1770-tallet. Den blev revet ned til fordel for arkitekt Herman Krags nye museumsbygning, som stod ferdig i 1968.
- Nr. 7/9/11 – her lå tidligere Barnehuset.
- Nr. 8 – Harsdorff-bygningen, som er den ældste del af Trondheim katedralskole.
- Nr. 10 – Fylkeshuset
- Nr. 15 – Uslandgården er en stenbygning som blev bygget efter branden i 1846. Den er tegnet af den tyske arkitekten J.J. Gaden.
- Nr. 19 – Matzowgården
- Nr. 20 – Trondheim tinghus
- Nr. 22 – Forenedegården. Her lå tidligere et af byens største træpalæer – Harmonien. Det blev opført i 1770'erne til stiftamtmand Hans Ulrich Møllmann. I 1825 blev gården købt af foreningen Harmonien og fik siden sit navn efter denne. Under krigen var gården i brug af okkupationsmagten. I januar 1942 gik den treetagers bygning op i flammer.

### Nedre del
Den nedre del af Munkegata går fra Torvet og ned til Ravnkloa og havnen.
- Nr. 21 – Bolig- og Næringsbankens administration. Bygningen er tegnet af Lien & Risan arkitekter i 1981. Den har en teglfacade med stor detaljerigdom, blandt andet en hjørneindgang med krydshvælv. Med sin høje tagrejsning interagerer den godt med nabobygningen, Stiftsgården.
- Nr. 23 – Stiftsgården
- Nr. 26 – Nuværende Hotell Residence åbnede som Hotell Augustin i 1914, med Herman Major Backer som arkitekt. Bygningen er holdt i en nybarokstil, men bygget efter moderne principper; det var den første bygning i Trondheim med en sandwichkonstruktion af beton og sand i etageadskillelserne. I 1916 skiftede hotellet navn til Phoenix Hotell, og skulpturen Fugl Fønix kan stadig ses rejse sig fra asken foran hotellet.
- Nr. 34-40 – Stykket mellem Hotell Residence, Bersvendveita og Ravelsveita er et stort boligkompleks med butikker i første etage, bygget i 1995-1997. Boligerne har indgang fra vejen, og her finnes blandt andet en cylindrisk bygningsstruktur indeholdende cirkulær boliger. Passagen mellem de forskellige dele af komplekset er åben via broer.
- Nr. 48 - Tegnet af arkitekt Herman Krag midt i 1970'erne. Kaldes Lykkegården efter ejeren Trond Lykke, indehaver af dagligvarekæden Bunnpris. Dette byggeri har været svært omstridt i Trondheim i nyere tid på grund af, hvordan det fremstår i bybilledet. Ejeren har i flere år haft planer om at opbygge en ny facade.[1][2]
- Nr. 64 – Fiskebrygga på hjørnet mod Ravnkloa fremstår som en nye bygninger med tilknytning til det gamle træ på molen. Husene er bygget i 1983 i beton med særlige vinduearrangementer og hjørne, men beklædt med træ.